# Концентрационные лагеря Гузена
Концентрационные лагеря Гузена были крупнейшими и самыми жестокими нацистскими концлагерями на территории Австрии.
Они состояли из трёх концентрационных лагерей, размещённых в разных местах:
- концлагерь Гузен I в Лангенштейн
- концлагерь Гузен II в Ст-Георгиен на Гузен
- концлагерь Гузен III в Лунгитц

Концентрационные лагеря Гузена являлись комплексом-близнецом более известного и меньшего по размерам концентрационного лагеря в Маутхаузене и насчитывали бо́льшее число смертей, по сравнению с количеством погибших в лагерях Маутхаузена. Историческое исследование говорит о комплексе концентрационных лагерей Маутхаузене-Гузене, в которых часть Гузен являлась гораздо более жестокой.
Большое число земель было приобретено для части Гузен той большой системы близнецов компанией, принадлежащей СС Deutsche Erd- und Steinwerke GmbH (DEST; немецкая каменоломня), 25 мая 1938 года. В то время второй концентрационный лагерь в Маутхаузене еще не был создан.
Существование важной каменной шахты в Гузене было главной причиной для решения администрации СС учредить трехполярный комплекс двух концентрационных лагерей в Гузене и Маутхаузене, с соответствующим региональным административным центром DEST, находящегося неподалеку города Ст-Георгиен на Гузен в период между 1938 и 1940 годами.
Поскольку оба концентрационные лагеря не функционировали в тот ранний период, импровизированный лагерь в начале использовался в долине Винерграбен для службы обоих площадок. До начала 1940 года сотни заключенных должны были идти из этого импровизированного лагеря через город Лангенштейн к карьерам Гузена каждый день. Уже к 1939 году работа, выполняемая заключенными в гранитных карьерах на Гузене, превысила объем работы в карьерах Маутхаузене.
Заключенные начали работать в гранитных карьерах уже во второй половине 1938 г. К середине 1939 DEST начал также обучать молодежь регионов Ст-Георген — Гузен — Маутхаузен в ученических программах для приобретения профессии каменщик, которые должны были работать вместе с заключенными.
С самого раннего начала DEST также сосредоточивает свои инвестиции на его каменной промышленности в Гузене. Это привело к развитию самого большого и самого современного завода в Гузене в течение первой половины Второй мировой войны со своей собственной административной инфраструктурой в соседнем городе Ст-Георген на Гузен. Таким образом, Ст-Георгиен на Гузен стал троном «Гранитного завода Маутхаузен», из которого DEST вел свой бизнес на пяти карьерах его лагеря близнеца Маутхаузен-Гузен. СС установил также стрельбище и новое поселение в Ст-Георгене к 1940 году для обучения и для размещения там наиболее высокопоставленных командиров и бизнес-директоров комплекса Маутхаузен-Гузен.

## Концентрационный лагерь Гузен I
Это было начало Второй мировой войны и немецкого вторжения в Польшу, что позволило СС финансирование этого второго крупного концентрационного лагеря в Австрии всего в 3 км к западу от Маутхаузена, который был запланирован уже в 1938 году. С самого раннего начала своего существования концентрационный лагерь Гузен I был разработан, чтобы иметь такую же вместимость в 8500 заключенных, как двойной лагерь в Маутхаузене, и проект даже назывался лагерь «Маутхаузен II» в течение короткого времени в 1939 году.
После нескольких сотен заключенных из Германии и Австрии прибыла первая большая группа заключенных из тысячи польских интеллектуалов, которые были отправлены в концентрационный лагерь Гузен I быть уничтоженными там каторгой в гранитных карьерах и наряду с дальнейшим расширением этого большой двойника лагеря Маутхаузен и инфраструктурой СС в соседнем Ст-Георген.
Этот первый лагерь Гузен был лагерем уничтожения в этот ранний период и был прозван «Польскиим Лагерем». Согласно польскому исследованию, в не были убиты до 27000 членов польской национальной элиты.
Следующей большой группой людей, которые были уничтожены в Гузен I, были тысячи испанцев-республиканцев, которые были отправлены в лагерь в начале 1941 года.
К октябрю 1941 года около 2160 граждан Советского Союза также были направлены в Гузен I в качестве военнопленных для уничтожения. Для них была создана дополнительная секция в Гузен I, которая называлась «Kriegsgefangenen-Arbeitslager Маутхаузен-Гузен» (лагерь принудительных работ для военнопленных в Маутхаузене-Гузен). К концу марта 1942 года из первой группы заключенных из Советского Союза выжили только 382 человека. Заключенные  умирали от голода, работали и замерзали до смерти, убивались сердечными инъекциями или газовой камерой.
В лагере было проведено первое первое в мировой истории истребление военнопленных в газовых камерах.
В 1943 году также до 700 подростков и детей из народов Советского Союза в возрасте от 12 до 16 лет были отправлены в концентрационный лагерь Гузен I, чтобы обучаться там аналогично мальчикам из рейха в качестве каменщиков для строительных проектов СС в связи с немецкими планами экспансии в Восточной Европе и России после ожидаемой победы Германии.
В 1943 году большие группы заключенных из Франции, Бельгии, Люксембурга и Италии были отправлены в концентрационный лагерь, который, как лагерь Маутхаузен, был единственным из категории III в Третьем рейхе. Это означало «нет возврата» к чиновникам гестапо, отправляющих захваченных людей со всей Европы в тот жестокий комплекс двойников Маутхаузен-Гузен.
С 1943 DEST в Ст-Георгене перешел с производства гранита к производству вооружения. Это позволило временно в некоторой степени улучшить ситуацию для пленных Гузена. В этот период DEST подписал несколько контрактов и предложил рабский труд из своих концлагерей в Гузен промышленным компаниям Heereszeuganstalt Wien («Венский Арсенал»),Steyr-Daimler-Puch AG и Messerschmitt GmbH Регенсбург, затем установил большое число заводов по производству вооружения в Ст-Георген и Гузен. Преимуществами этой сделки стало то, что заводы были под землей, а значит непробиваемыми бомбами.
Таким образом, первые земляные работы подземного завода начались в Гузен уже в 1943 году под маскировочным названием «Kellerbau» (строительство подвала). В них использовались многочисленные пленные работники из России. Предположительно, этот проект был начат начальником Wirtschaftsverwaltungs-Hauptamt (WVHA, главный офис предприятий СС) в Берлине и SS-группенфюрером Dr.-Ing. Хансом Каммлером, когда министр Вооружения профессор Альберт Шпеер остановил проект строительства порта для лагерного комплекса Ст-Георген-Гузен-Маутхаузен на Дунае в районе между Гузен и Лангенштейн в начале 1943 года.
До января 1944 года концентрационный лагерь Гузен I был широко независимым от близлежащего близнеца лагеря в Маутхаузене. С раннего начала лагерь Гузен I имел свою собственную независимую систему нумерации для своих заключенных, книгу смерти, строительное управление, охранный батальон и почтовое отделение. Только в заключительной фазе войны он стал почти приложением к лагерю близнецу Маутхаузен, как бесчисленное множество других спутниковых лагерей исходной базовой системы СС в районе Ст-Георген-Гузен-Маутхаузен.
Тем не менее, в 1944 году количество заключенных в лагере Гузен удвоилось по сравнению с числом военнопленных лагеря в Маутхаузене. Даже число жертв в конце было значительно выше в лагерях Гузен, чем в лагере двойнике Маутхаузен.

## Концентрационный лагерь Гузен II и «Горный хрусталь»
Одним из наиболее важных и сверхсекретных проектов вооружения на Гузен был проект «B8 Горный хрусталь — Ясень II», который был запущен DEST, «Люфтваффе» (ВВС Германии) и компанией Messerschmitt в Ст-Георгене на Гузен в 1944 году для строительства и эксплуатации при самой высокой секретности одного из самых больших и самых современных подземных заводов по производству Messerschmitt Me-262 реактивных самолетов в нацистской Германии.
Чтобы реализовать этот огромный подземный проект, весной 1944 был создан еще один и гораздо более жестокий концлагерь только в нескольких сотнях метров к западу от лагеря Гузен I. Этот второй лагерь был позже назван лагерь Гузен II и в нем были размещены до 16.000 заключенных только в 16 бараках.
Начиная с мая 1944 года тысячи еврейских юношей были отправлены через концентрационный лагерь Аушвиц-Биркенау в Гузен II по железной дороге, чтобы выкопать огромные подземные объекты под кодовым названием «Горный хрусталь» в Ст-Георгене на Гузен.
В конце лета и осенью 1944 также большие группы заключенных были отправлены в Гузен II из Польши и России работать и умереть там в немыслимых жестоких условиях. Для того, чтобы добраться до подземного завода и строительной площадки, большинство заключенных могли ездить на «Schleppbahn» поезде, который связывал лагеря Гузен с городом Ст-Георген с 1943 года.
В основном русские были вынуждены работать в Ст-Георгене на улице этого секретного проекта, потому что они были лучше приспособлены к холодной погоде зимой 1944/45, чем заключенные из Италии или Франции.
С начала 1944 года также русские заключенные Гузен II создали крупнейший действующий подземный авиационный завод фашистской Германии с около 45,000 м² непробиваемой бомбами области производства всего за 13 месяцев строительства. Первые фюзеляжи были собраны там осенью 1944 г. В итоге там планировалось производить до 1250 реактивных самолетов с системой сборочной линии до 1955 года.
Для защиты этого огромного индустриального парка СС в Гузене, до 3000 охранников были отнесены к комплексу Гузен. Некоторые из них были также украинцы, а также бывшие солдаты люфтваффе (ВВС Германии).
Поскольку проект был начат слишком поздно, то не была достигнута полная производственная мощность. Только 450 единиц в месяц сообщается в марте 1945 года. Тем не менее, можно сказать, что большинство из всех фюзеляжей, которые были когда-либо построены для Me 262 реактивных самолетов были произведены заключенными концлагерей Гузен II в этом огромном и сверхсекретном подземном заводе с кодовым названием «Горный хрусталь» в Ст-Георгене на Гузен в Австрии.

## Концентрационный лагерь Гузен III
Для того, чтобы накормить десятки тысяч подневольных рабочих на Гузен и в Маутхаузене, СС начал строить своего рода пекарню в деревне Лунгиц всего в нескольких километрах к северу от Ст-Георгена на Гузен в 1943 г. Но она была введена в эксплуатацию только в конце 1944 года и производила специальный хлеб для заключенных. Пекарня производила только своего рода «Ersatzbrot» (заменитель хлеба), который был сделан из наземных желудей, древесных опилок и каолина. В декабре 1944 года для работы пекарни был создан небольшой дополнительной концлагерь до 270 заключенных. Этот очень небольшой лагерь позже назвали Концентрационный лагерь Гузен III. Заключенные концлагеря Гузен I работали на соседнем кирпичном заводе Лунгиц с 1940 года. К 1943 г. часть этого кирпичного завода также использовалась в качестве складов для многочисленных частей самолетов, которые были отправлены со всего рейха для сборки фюзеляжей и крыльев для боевых самолетов Messerschmitt на секретных заводах в Ст-Георгене и Гузен.

## Освобождение и послевоенный период
Все три концлагеря Гузен были освобождены вместе с лагерем близнецом Маутхаузен 5 мая 1945 года американскими войсками. Самый большой подземный завод в Ст-Георгене был не тронут на случай возможной войны против Советского Союза. Но когда американцы узнали, что территории Ст-Георген-Гузен-Маутхаузен должны быть переданы советским союзникам, они начали вывозить наиболее стратегические важные части и оборудование на другую сторону Дуная, чтобы не дать Сталину возможность получить некоторые из высокотехнологичных ноу-хау этих сверхсекретных подземных заводов. В августе 1945 года все объекты были, наконец, переданы в качестве трофея Советскому Союзу, который контролировал всю Верхнюю Австрию к северу от реки Дунай с этого периода до 1955 года.
Благодаря промышленному потенциалу после освобождения лагерей в Гузен УСИА — Управлением советским имуществом в Австрии было решено продолжить работу бывшего DEST в области гранитной промышленности под названием «Granitwerke Гузен» (гранитные заводы в Гузен), в то время как экономически не значимую часть Маутхаузен — двойника Гузен сделали мемориалом. В начале оба концентрационные лагеря были также использованы в качестве казарм для войск Красной Армии. В Гузен даже проводились войсковые учения с танками в 1946 году, что привело к жертвам среди русских солдат из-за несчастных случаев.
После использования инсталляций СС в Ст-Георгене и Гузен лагеря Гузен стали более или менее забытыми в течение многих десятилетий, в то время как все внимание в первые десять лет после освобождение было уделено экономически не столь важному Маутхаузен — части бывшего комплекса.
В 1946 и 1947 году специальная русская бригада работала в Ст-Георгене, чтобы удалить все специальные машины и дюралюминиевые материалы, которые были оставлены американцами в огромном подземном заводе «Bergkristall (Горный хрусталь)» в Ст-Георгене. К 1947 году около 100 поездов полные с оборудованием и материалами были отправлены русскими из Ст-Георгене через Винер Нойдорф на восток, а затем в конце 1947 года советские командиры решили уничтожить пустые системы туннелей в Ст-Георгене и Гузен взрывом авиационных бомб, оставшихся после войны.
Начиная с этого периода, туннельные системы «Bergkristall» и «Kellerbau» стали руинами, никому не принадлежащими. Тогда австрийское правительство взяло на себя контроль до 2000 года и регулировало вопросы собственности, касающихся этих двух огромных бывших подземных заводов в Ст-Георгене и Гузен.
Когда советские войска покинули Австрию в 1955 году из-за государственного договора, австрийское правительство приобрело право распоряжаться всей бывшей немецкой, а позднее русской собственностью в Ст-Георгене и Гузен и начало продавать ее до начала 1960-х годов частным лицам.
В связи с этим большинство бывших территорий лагерей были изменены в огромный жилой район и большая часть остатков бывшего комплекса большого лагеря были уничтожены и удалены. Для того, чтобы не допустить разрушения бывшего крематория, в котором десятки тысяч жертв со всей Европы были сожжены до пепла, оставшиеся в живых из Франции, Бельгии и Италии построили на свои собственные деньги сегодняшний Мемориал крематория KZ Гузен и открыли его в 1965 году.
Почти сорок лет спустя в 2004 году правительство Австрии благодаря щедрым взносами из Польши дополнило этот мемориал маленьким музеем, чтобы почтить память 40000 почти забытым жертвам бывших концлагерей KZ Гузен.
В 2007 году в Ст-Георген художник Кристоф Мейер также добавил проект «аудиогид Гузен», который позволяет заинтересованным людям пройти по следам бывших концлагерей Гузен между Мемориалом Гузен и входом в туннели «Bergkristall Горный хрусталь» в Ст-Георгене с помощью аудио гида на итальянском, английском и немецком языках.
С 1995 года Мемориальный комитет Гузен организует ежегодно в мае международное почтение памяти, на котором дипломатические представители Российской Федерации также воздают должное памяти этому самому большому, но забытому комплексу нацистских концентрационных лагерей в Австрии.

## Известные жертвы концлагерей из России
- Андрей Аллиесаржик (убит 2 октября 1944)
- Яков Масилев (убит 2 октября 1944)
- Тимофиев Миатотлитан (убит 1 октября 1944)
- Григорий Парчтьаиа (убит 3 октября 1944)
- Иван Пулькин (убит 1 октября 1944)
- Давид Татаров-Кунев (заморен голодом и отравлен в период с 8 августа по 10 декабря 1943)

## Выдающийся выживший комплекса концентрационных лагерей Гузена
- Солодовник Федор Степанович, Гузен-1, 49670 [19]
- Наумович Генрих Станиславович, Гузен-2, 107508 [19]
- Киреев Николай Павлович, Гузен-1, 112667, команда «Kellerbau» [20]
- Кононенко Василий Антонович, Гузен-1, 40210 [19]
- Левинский Дмитрий, Гузен-1, автора книги «Мы из сорок первого... Воспоминания»
- Моисеев Евгений Васильевич, Гузен-1, 75949 [19]
- Малеванный Анатолий Трофимович, Гузен-2, 76679 [19]
- Остен Всеволод Викторович, Гузен-1, 10144, автора книги рассказов о «Маутхаузене» - «Встань над болью своей» [19]
- Прудников Николай, Гузен-1